# Hársaknázó bordásmoly
A hársaknázó bordásmoly (Bucculatrix thoracella) a valódi lepkék (Glossata) közé sorolt szemtakarós bordásmolyfélék (Bucculatricidae) családjának egyik, Magyarországon is élő faja.

## Elterjedése, élőhelye
Szerte Európában elterjedt, hazánkban mindenfelé megtalálható, gyakorinak mondható faj.

## Megjelenése
8–12 mm fesztávolságú szárnya sárga, barnásszürke rajzolattal.

## Életmódja
Évente két nemzedéke kel ki; az első májusban, a második július–augusztusban rajzik, ezért a hernyók nyaranta kétszer aknáznak tápnövényeik levelében. Fő tápnövénye a hárs (Tilia), de megtalálható a juharban (Acer), a gyertyánban (Carpinus) és a bükkben (Fagus) is.

## Külső hivatkozások
- Mészáros Zoltán – Szabóky Csaba: A magyarországi molylepkék gyakorlati albuma. Budapest: Agroinform. 2005.  arch Hozzáférés: 2018. április 6. (PDF)